# رابی نیلسون
رابی نیلسون (انگلیسی: Robbie Neilson؛ زادهٔ ۱۹ ژوئن ۱۹۸۰) بازیکن فوتبال اهل بریتانیا است.
از باشگاه‌هایی که در آن بازی کرده‌است می‌توان به باشگاه فوتبال برنتفورد، باشگاه فوتبال داندی یونایتد، باشگاه فوتبال هارت آف میدلوتیان، باشگاه فوتبال لستر سیتی، و باشگاه فوتبال فالکیرک اشاره کرد.
وی همچنین در تیم‌های ملی فوتبال زیر ۲۱ سال اسکاتلند و اسکاتلند بازی کرده‌است.